# Martensinus
Martensinus is een geslacht van spinnen uit de familie hangmatspinnen (Linyphiidae).

## Soorten
De volgende soorten zijn bij het geslacht ingedeeld:
- Martensinus annulatus Wunderlich, 1973
- Martensinus micronetiformis Wunderlich, 1973